# Intel 4040
Vi xử lý Intel 4040 là người kế nhiệm của Intel 4004. Ra mắt vào năm 1974. Chip 4040 thiết kế dạng 10 μm silicon-gate nâng cao để nạp công nghệ PMOS và có thể thực hiện 60.000 phép tính mỗi giây.

## Chức năng mới
- Ngắt
- Đơn bước

## Các phần mở rộng
- Đặt mở rộng thủ tục lên tới 60
- Bộ nhớ chương trình mở rộng tới 8 KB
- Thanh ghi mở rộng lên tới 24
- Vùng thủ tục mở rộng đến cấp độ sâu cấp 7

## Các nhà thiết kế
Federico Faggin đề xuất dự án, tính toán kiến trúc và thiết kế.
Thiết kế chi tiết hoàn chỉnh bởi Tom Innes.

## Các chip mới hỗ trợ
- 4201 - Tạo tốc độ đồng hồ từ 500 đến 740 kHz sử dụng pha lê 4 đến 5.185 MHz
- 4308 - 1 KB ROM
- 4207 - Mục đích chung cổng xuất ra byte
- 4209 - Mục đích chung cổng nhập byte
- 4211 - Mục đích chung cổng I/O ra byte
- 4289 - Giao diện bộ nhớ chuẩn (thay thế 4008/4009)
- 4702 - 256 byte UVEPROM
- 4316 - 2 KB ROM
- 4101 - 256 4-bit word RAM

## Dẫn chứng
1. ↑  CPU History - The CPU Museum - Life Cycle of the CPU